# Branko Štrbac
Branko Štrbac   (Herceg Novi, 7 de juliol de 1957) és un jugador d'handbol iugoslau, ja retirat, que va participar en els Jocs Olímpics d'Estiu de 1984.
A Los Angeles 1984, formà part de la selecció iugoslava que va guanyar la medalla d'or. Hi va jugar un partit, i hi marcà un gol.
En el seu palmarès també destaca una medalla de plata al Campionat del Món d'handbol de 1982.